# براشکوو
براشکوو (به چکی: Braškov) یک منطقهٔ مسکونی در جمهوری چک است که در شهرستان کلادنو واقع شده‌است. براشکوو ۴٫۷۷ کیلومتر مربع مساحت و ۱٬۰۳۴ نفر جمعیت دارد و ۴۱۶ متر بالاتر از سطح دریا واقع شده‌است.